# Arthur M. Hyde
Pour les articles homonymes, voir Hyde.
Arthur Mastick Hyde, né le 12 juin 1877 à Princeton (Missouri) et mort le 17 octobre 1947 à New York, est un homme politique américain. Membre du Parti républicain, il est gouverneur du Missouri entre 1921 et 1925 puis secrétaire à l'Agriculture entre 1929 et 1933 dans l'administration du président Herbert Hoover.